# التعديل المقترح على دستور ماليزيا 2019
التعديل المقترح على دستور ماليزيا 2019 في 4 أبريل 2019 تم تقديم مشروع قانون يقترح تعديل دستور ماليزيا في ديوان راكيات بالبرلمان الماليزي. يقترح مشروع القانون تعديل المادة 1 (2) لاستعادة وضع ولايتي صباح وسراوق بشرق ماليزيا وفقًا للمحتوى الأصلي لاتفاقية ماليزيا الموقعة في عام 1963.
على الرغم من ست ساعات من النقاش في البرلمان خلال القراءة الثانية لمشروع القانون في 9 أبريل، فقط 138 نائبًا أيدوا مشروع القانون، 10 أصوات أقل من أغلبية ثلثي المجلس، 148 صوتًا مطلوبًا تعديلات الدستور. أما الأصوات المتبقية 59 (غير الغائبة) فقد امتنعت عن التصويت، وجميعها من أحزاب المعارضة.

## خلفية
في أكتوبر 2009 أعلن رئيس الوزراء آنذاك نجيب رزاق أن يوم ماليزيا سيصبح عطلة وطنية بهدف تعزيز الوحدة بين غرب وشرق ماليزيا. في يوم ماليزيا الذي أعقب فوزه في الانتخابات العامة لعام 2018 أعلن رئيس الوزراء مهاتير محمد التزامه بإعادة صباح وسراوق كشريكين متساويين لشبه الجزيرة الغربية بعد مراجعة اتفاقية ماليزيا لعام 1963. في ذلك العام نشرت دائرة رئيس الوزراء مقالاً خاصاً بشأن تشكيل الدولة.
في 5 مارس 2019 عُقد اجتماع بين رئيس الوزراء مهاتير وممثلين عن حكومتي صباح وسرواق. لم يحدد أي من الطرفين أي بنود مهمة للنزاع فيما يتعلق باتفاقية 1963. البنود التي لم يتم حلها مثل رسوم الدمغة يجب إحالتها إلى مراجعة فنية لتقييم مفصل. على الرغم من أن بعض القضايا لم يتم حلها أعلن وزير القانون في دائرة رئيس الوزراء ليو فوي كيونغ في 8 مارس أن مجلس الوزراء وافق على تعديل المادة 1 (2) من الدستور الاتحادي وأنه سيتم طرح التعديل في الجلسة القادمة للبرلمان في 11 مارس. في 11 مارس بدأت جلسة البرلمان بالتعديل الذي كان المحور الأساسي للمناقشة.
في 2 أبريل أعلن الوزير ليو أن الحكومة الفيدرالية ستطرح التعديل في الاجتماع البرلماني المقرر عقده في الأسبوع التالي.

## النتيجة
في الساعة 10:20 مساءً بالتوقيت المحلي انقسمت الغرفة في التصويت. من بين 197 نائباً حاضراً صوت 138 مؤيداً للتعديل بينما لم يدلي 59 نائباً معظمهم من أعضاء تحالف باريسان الوطني بأصواتهم. تم طرح مشروع القانون للتصويت من قبل رئيس مجلس النواب محمد عارف محمد يوسف بعد نقاش استمر لمدة يوم مع عدم وجود نواب من أي من الجانبين يعارضون مشروع قانون التعديل.